# Ebolavirus

Arbre filogenètic que compara Ebolavirus i Marburgvirus.

El gènere Ebolavirus és un taxon virològic inclòs dins la família Filoviridae, ordre Mononegavirales. Els membres d'aquest gènere s'anomenen ebolavirus (ebolaviruses). Les cinc espècies conegudes s'anomenen segons la regió on originàriament es van identificar: Bundibugyo ebolavirus, Reston ebolavirus, Sudan ebolavirus, Taï Forest ebolavirus (originàriament Côte d'Ivoire ebolavirus) i Zaire ebolavirus.
Cadascuna de les espècies del gènere Ebolavirus tenen un virus membre, i quatre d'elles causen la malaltia del virus d'Ebola (EVD) en humans, la cinquena, el Reston virus, ha causat EVD en altres primats. Zaire ebolavirus és l'espècie tipus (referència o espècie de virus exemple) pel Ebolavirus, i conté un sol membre conegut anomenat "Ebola virus" (anteriorment "Zaire ebolavirus"), el qual té la taxa de mortalitast més alta entre els ebolavirus.
Els Ebolavirus es van descriure primer pels brots d'EVD a Sudan del Sud de juny de 1976 i al Zaire l'agost de 1976. El nom d'Ebolavirus deriva del riu Ebola al Zaire (actualment República Democràtica del Congo), i el sufix -virus (designa un gènere de virus). Aquest gènere va ser introduït l'any 1998 com el "Ebola-like viruses". l'any 2002 el nom va ser canviat a Ebolavirus i el 2010, el gènere va ser esmenat. Els Ebolavirus estan estretament emparentats amb els marburgvirus.

## Criteris d'inclusió en aquest gènere
Un virus dins la família Filoviridae és un membre del gènere Ebolavirus si
- el seu genoma té diversos gens amb solapaments
- el seu quart gen (GP) codifica 4 proteïnes (sGP, ssGP, Δ-pèptid, i GP1,2) usant edició cotranscripcional per expressar ssGP i GP1,2 i escissió proteolítica per expressar sGP i Δ-pèptid
- la infectivitat cim dels seus virions està associada amb partícules de ≈805 nm de llargada
- el seu genoma difereix del de Marburg virus en ≥50% i d'Ebola virus en <50% al nivell nucleòtid
- els seus virions gairebé no mostren reactivitat al creuament antigènic amb marburgvirions

## Classificació
Els gèneres Ebolavirus i Marburgvirus estaven originàriament classificats com espècies de l'actualment obsolet gènere Filovirus. El març de 1998, el Vertebrate Virus Subcommittee' va proposar dins el International Committee on Taxonomy of Viruses (ICTV) canviar el gènere Filovirus de la família Filoviridae amb dos gèneres específics: Ebola-like viruses i Marburg-like viruses. Aquesta proposta es va implementar a Washington, D.C., l'abril de 2001 i a París el juliol de 2002. l'any 2000, es va fer una altra proposta a Washington, D.C., per canviar el "-like viruses" cap a "-virus" resultnt en els actuals Ebolavirus i Marburgvirus.

## Espècies del gènereEbolavirus
- Ebola virus (EBOV).[9] Mabalo Lokela, un professor d'escola de 44 anys en va ser el primer cas registrat. Els símptomes semblen els de la malària i, per tant, aquells primers pacients rebien quinina.

- Sudan ebolavirus (SUDV) : com l'EBOV, el SUDV emergí l'any 1976; primer es pensava que era idèntic al EBOV.[10]

- Reston ebolavirus (RESTV) : Descobert primer en macacos que s'alimenten de crancs del Hazleton Laboratories (actualment Covance) el 1989. Després del brot inicial a Reston, Virgínia, s'ha trobat en primats no humans a Pennsilvània, Texas, i Siena, Itàlia. En cadascun dels casos van ser animals afectats importats de les Filipines,[11] on el virus també ha infectat porcs.[12]

- Taï Forest ebolavirus (TAFV): Anteriorment conegut com a "Côte d'Ivoire ebolavirus", va ser descobert primer en ximpanzés del Tai Forest a Costa d'Ivori, Àfrica, el 1994.[13]

- Bundibugyo ebolavirus (BDBV): El 24 de novembre de 2007, el Ministeri de Sanitat d'Uganda va confirmar un brot d'ebola al Districte Bundibugyo. La World Health Organization confirmà la presència d'una nova espècie.[14][15]

## Evolució
Les taxes de canvi genètic són 8*10-4 per lloc i per any i, per tant, és un quart de ràpida que la del grip en humans. Es pot extrapolar que Ebolavirus i Marburgvirus probablement van divergir des de fa diversos milers d'anys. tanmateix els paleovirus fòssils dels filovirus (Filoviridae) trobats en animals indiquen que la mateixa família té com a mínim desenes de milions danys d'antiguitat.

## Recerca científica
Un estudi de l'any 2013 aïllà anticossos dels grans quiròpters menjadors de fruites a Bangladesh, contra els virus Ebola Zaire i Reston virus, per tant, mostren senyals dels filovirus a Àsia.